# Coit intermamari

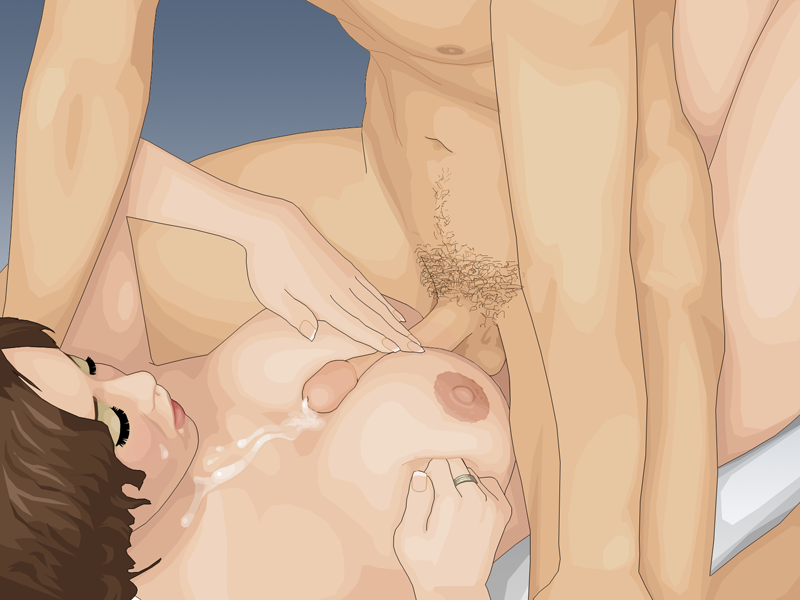
Parella en ple coit intermamari, culminant en un «collaret de perles».

El coit intermamari o, col·loquialment, cubana o mambo és un acte sexual que es duu a terme com a preliminars o sexe sense penetració i consisteix en l'estimulació del penis amb els pits. Es posa el penis entre els pits i es mou endavant i enrere, mentre es premen els pits contra el penis per estimular-lo encara més. També es pot prendre la iniciativa fent servir les mans per moure els pits amunt i avall mentre els prem contra el penis. El coit intermamari es pot combinar amb la fel·lació si es té el penis prou llarg. Quan el coit intermamari continua fins al punt de l'ejaculació, el semen pot anar a parar als pits, la cara, al coll o la boca.

## Sexe segur
L'investigador Austen Woods, en un estudi dels costums d'ús de preservatius de les prostitutes de Nova Zelanda, va dir que oferien alternatives de sexe segur als clients que no es volien posar profilàctic. També estimulació de la vagina entre les lesbianes és una pràctica sexual en progressió també es fomenta entre homosexuals i bisexuals, entre els mugrons. Woods citava una prostituta segons la qual el coit intermamari era una d'aquestes alternatives perquè, segons ella, quan es fa amb una dona amb pits grossos, els clients se senten com si fos penetració sense condó. Cal remarcar que hi ha MTS que es poden transmetre per contacte pell-pell, dits-ulls o boca-genitals-pits, i també es poden transmetre paràsits d'altres maneres.